# Veliki pomornik
Veliki pomornik (Stercorarius skua) je velika morska ptica iz porodice pomornika Stercorariidae. 

## Opis
Ovaj veliki pomornik je dug 50–58 cm s rasponom krila od 125–140 cm. Odrasli su smećkastosivi, s crnom kapom, a mladunci su smeđi bez pruga. Rep im je kratak i tup. Let im je direktan i snažan.

## Podrijetlo
Genetska istraživanja su pronašla iznenađujuće sličnosti između velikog pomornika i širorepog pomornika, unatoč razlikama u izgledu. Mnogi ornitolozi vjeruju da veliki pomornik potječe od hibrida između širorepg pomornika i jedne od vrsta pomornika s južne hemisfere, ili da je širorepi pomornik evoluirao od hibrida velikog pomornika i neke od manjih arktičkih vrsta.

## Razmnožavanje
Veliki pomornik se razmnožava na Islandu, u Norveškoj, na Farskim otocima i škotskim otocima, s nekoliko njih u unutrašnjosti Škotske. Razmnožava se na kamenitim otocima i obično nese dva pjegava maslinastosmeđa jajeta u gnijezdo obloženo travom. Kao i drugi pomornici, letjet će oko glave čovjeka ili drugog uljeza koji prilazi gnijezdu. Iako ne može nanijeti ozbiljne povrede, takvo iskustvo s pticom te veličine je užasavajuće. Selica je i zimuje na moru u Atlantskom oceanu i često dolazi do sjevernoameričkih vodenih tokova. Ponekada doluta do mediteranskih zemalja (na primjer Turske).

## Ishrana
Ova ptica jede uglavnom ribu, koju često krade od galebova, čigri pa čak i bluna. Također direktno napada i ubija druge morske ptice. Kao i kod većine drugih vrsta, cijele godine se ovako ponaša i pokazuje manju okretnost i veću snagu od manjih pomornika kada napada druge ptice. Uobičajena tehnika je da doleti do blune u letu i uhvati je, tako da ona padne u more, gdje je pomornik napada dok ona ne preda svoj ulov. Također jede iznutrice, jaja, bobice i strvine. Zbog svoje veličine, agresivnog ponašanja i samoobrane, veliki pomornik teško da se treba plašiti drugih grabežljivaca. Mladunci mogu postati plijen štakorima, mačkama ili arktičkim lisicama, a zdrave odrasle mogu ugroziti samo suri orao i orao štekavac.

## Drugi projekti
|  | Zajednički poslužitelj ima još gradiva o temi veliki pomornik |
|  | Wikivrste imaju podatke o taksonu velikom pomorniku           |